# Alfred Gusenbauer
Alfred Gusenbauer (Sankt Pölten, 8 de fevereiro de 1960) foi chanceler da República da Áustria e o líder do Partido Social-Democrata da Áustria, entre 2007 e 2008.